# Klingstad
Klingsta är en bebyggelse vid nordväst om Åby  i Norrköpings kommun. Vid SCB;s ortsavgränsning 2020 klassades bebyggelsen som en småort.